# Gonçalo Pereira Pimenta de Castro
Gonçalo Pereira Pimenta de Castro GOA • OIC (1868 - 1952) foi um militar e político que foi governador interino de Timor Português, como Capitão de Infantaria, funções que exerceu entre 27 de agosto de 1909 e 25 de fevereiro de 1910. Voltaria a ser governador interino de Timor novamente entre 18 de Agosto de 1911 e 22 de Janeiro de 1913.
É autor de várias obras sobre história e administração colonial.
Atingiu o posto de Coronel.
A 5 de Outubro de 1926 foi feito Grande-Oficial da Ordem Militar de Avis e a 6 de Julho de 1935 foi feito Oficial da Ordem do Império Colonial.

## Obras publicadas
- As Minhas memórias na metrópole e nas colónias. Lisboa : Expansão. 1949.
- Timor : Subsídios para a sua história. Lisboa : Agência Geral das Colónias. 1944.
- A Revolta de Monsanto de 1920. Porto : [s. n.]. 1920.
- "Topicos de Colonização" in Vida Contemporânea, volume I(1934), p. 74-76. Lisboa 1934.